# Baie du Canot Rouge
Baie du Canot Rouge är en vik i Kanada.   Den ligger i provinsen Québec, i den sydöstra delen av landet, 210 km nordost om huvudstaden Ottawa.
I omgivningarna runt Baie du Canot Rouge växer i huvudsak blandskog. Runt Baie du Canot Rouge är det mycket glesbefolkat, med 5 invånare per kvadratkilometer.